# Dmitri Kramarenko
Pour les articles homonymes, voir Kramarenko.
Dmitri Kramarenko (en azéri : Dmitriy Kramarenko), né le 12 septembre 1974 à Lankaran en Azerbaïdjan, est un footballeur international azerbaïdjanais, qui évoluait au poste de gardien de but.

## Biographie

### Carrière de joueur
Dmitri Kramarenko dispute un match en Ligue des champions, et trois matchs en Coupe de l'UEFA,.

### Carrière internationale
Dmitri Kramarenko compte 33 sélections avec l'équipe d'Azerbaïdjan entre 1992 et 1996. 
Il est convoqué pour la première fois par le sélectionneur national Alakbar Mammadov pour un match amical contre la Géorgie le 17 septembre 1992 (défaite 6-3). Il reçoit sa dernière sélection le 12 octobre 2005 contre le pays de Galles (défaite 2-0).

## Palmarès
- Avec le Neftchi Bakou
  - Champion d'Azerbaïdjan en 1992

- Avec le Khazar Lankaran
  - Champion d'Azerbaïdjan en 2007
  - Vainqueur de la Coupe d'Azerbaïdjan en 2007 et 2008
  - Vainqueur de la Coupe de la CEI en 2008